# Leslie Harvey Eyres
Pour les articles homonymes, voir Eyres.
Leslie Harvey Eyres (3 août 1892-26 février 1983) est un homme politique canadien en Colombie-Britannique. Il est député provincial conservateur de Chilliwack de 1937 à 1952. Il est membre de la coalition libérale-conservatrice à partir de 1945.
En 1946, il est vice-président de l'Assemblée législative de la Colombie-Britannique. Il siège au cabinet des premiers ministres John Hart et Boss Johnson aux poste de ministre des Chemins de fer et ministre du Commerce et de l'Industrie de 1946 à 1952, ainsi que ministre des Pêcheries de 1947 à 1952.

## Biographie
Né à MacGregor au Manitoba, Eyres étudie sur place et à Brandon. Après avoir servit pour l'Aviation royale canadienne pendant trois ans, il entame une carrière publique en siégeant comme conseiller municipal pour la ville de Chilliwack pendant 13 ans.
Eyres meurt à Victoria en février 1983 à l'âge de 90 ans.